# Giro del Veneto 1993
Il Giro del Veneto 1993, sessantaseiesima edizione della corsa, si svolse il 4 settembre 1993 su un percorso di 209 km. La vittoria fu appannaggio dell'italiano Maximilian Sciandri, che completò il percorso in 5h38'00", precedendo i connazionali Giorgio Furlan e Claudio Chiappucci.

## Ordine d'arrivo (Top 10)
| Pos. | Corridore            | Squadra                  | Tempo    |
| ---- | -------------------- | ------------------------ | -------- |
| 1    | Maximilian Sciandri  | Motorola Cycling Team    | 5h38'00" |
| 2    | Giorgio Furlan       | Ariostea                 | s.t.     |
| 3    | Claudio Chiappucci   | Carrera Jeans            | s.t.     |
| 4    | Marco Giovannetti    | Mapei-Viner              | s.t.     |
| 5    | Bruno Cenghialta     | Ariostea                 | a 3"     |
| 6    | Mauro Gianetti       | Festina-Lotus            | a 40"    |
| 7    | Francesco Casagrande | Mercatone Uno-Zucchini   | s.t.     |
| 8    | Pascal Richard       | Ariostea                 | s.t.     |
| 9    | Massimo Ghirotto     | ZG Mobili-Bottecchia     | s.t.     |
| 10   | Davide Rebellin      | GB-MG Boys Maglificio-B. | s.t.     |